# Koilodepas bantamense
Koilodepas bantamense är en törelväxtart som beskrevs av Justus Carl Hasskarl. Koilodepas bantamense ingår i släktet Koilodepas och familjen törelväxter. Inga underarter finns listade i Catalogue of Life.